# Batotići
Batotići su naseljeno mjesto u općini Čajniču, Republika Srpska, BiH. Nalaze se sjeverno od rječice koja se ulijeva u rijeku Janjinu, pokraj ceste R448.
Godine 1985. pripojena su im naselja Braha i Brdo (Sl.list SRBiH, br.24/85).

## Stanovništvo
| Narod     | Popis 1961. | Popis 1971. | Popis 1981. | Popis 1991. |
| --------- | ----------- | ----------- | ----------- | ----------- |
| Hrvati    |             |             |             |             |
| Muslimani | 115         | 118         | 103         | 172         |
| Srbi      | 87          | 83          | 59          | 155         |
| ostali    | 1           |             |             | 4           |
| Ukupno    | 203         | 201         | 162         | 331         |